# 尤瓦尔迪小学枪击案
2022年5月24日，18岁的萨尔瓦多·拉莫斯在位于美国德克萨斯州尤瓦尔迪市的罗伯小学连续无差别射击，造成包括19名儿童和2名成人在內的21人死亡，17人重伤。当天早些时候，拉莫斯在家中开枪击中其祖母的前额，使其身负重伤。之后，拉莫斯前往学校，在校外进行了五分钟左右的枪击，其后手持一把AR-15式步枪，在没有受到任何武装抵抗的情况下通过一扇打开的学校侧门进入校内。之后，拉莫斯将自己反锁于一间教室内，射杀了该次事件中所有的受害者，并在相同地点滞留了约1小时才被前来增援的边境巡逻队战术单位击毙。
这次袭击是德克萨斯州史上死亡人数最多的校园枪击事件，也是自2012年桑迪胡克小学枪击案以来发生在美国小学的死亡人数最多的枪击事件。
事件发生后，负责该事件的数名执法官员因不恰当的应对方式受到批评。得克萨斯州州长格雷格·阿伯特（Greg Abbott）最初赞扬了负责该案件先遣應急人員的行动，但其后要求对事件指挥官不作為的情况进行调查：警方在枪击地点等待了78分钟后才强行进入教室与枪击者交战；同时因为警方封锁了校园，数名警察与试图进入学校营救儿童的平民发生了暴力冲突。事后，当地官员和州政府官员对于警方的行动进行了失实报道，夸大了警方的应对行动。德克萨斯州公共安全部承认执法部门推迟进入教室是一个错误，并将此归咎于尤瓦尔迪市联合独立学区警察局长对情况的评估：在报告中，局长将枪手定性为一名“被封锁的对象”，而不是处于充满学生的教室中的“活跃枪手”。

## 背景

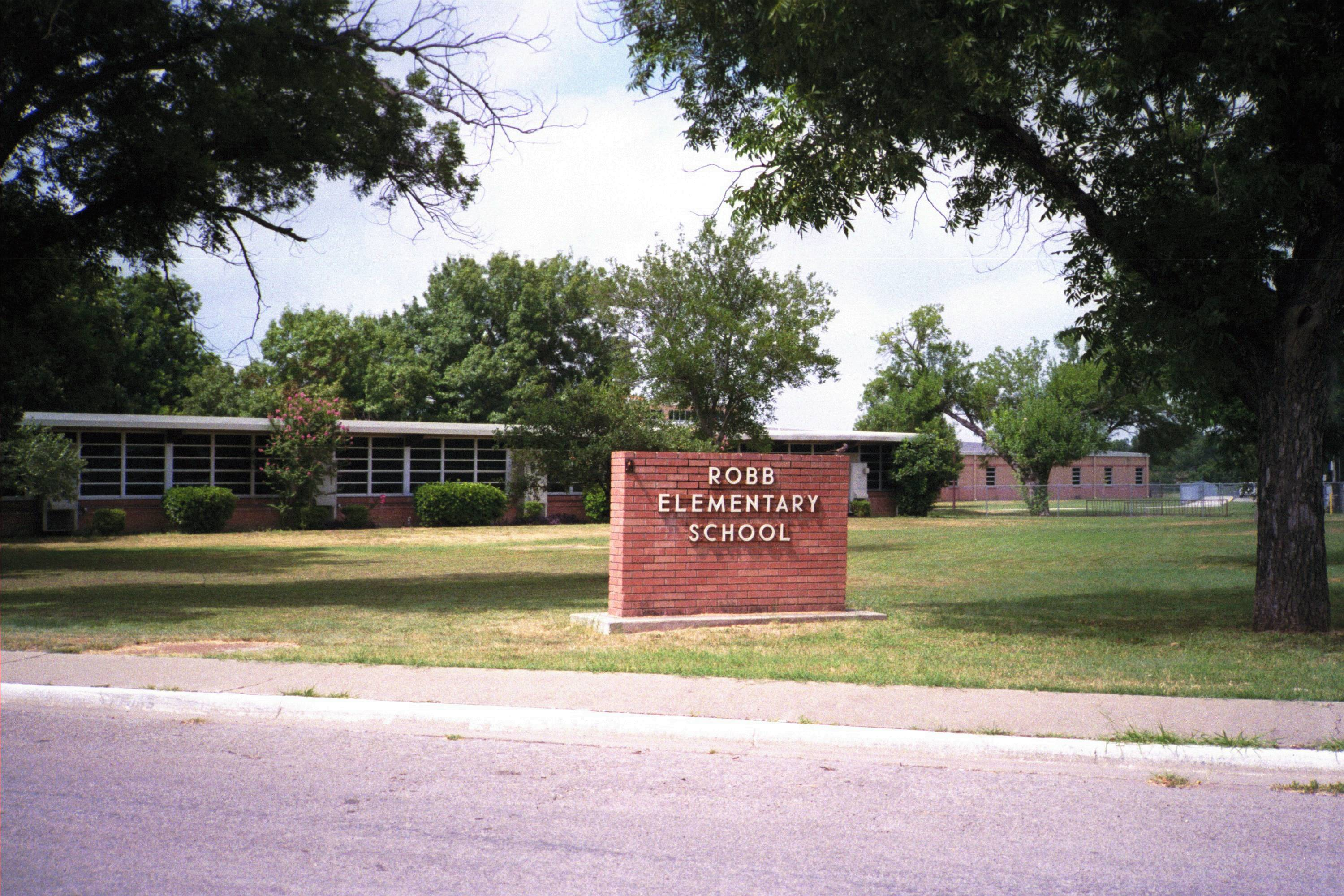
案發地——洛伯小學，攝於2015年。

尤瓦尔迪位于德克萨斯州南部地区，约有16,000人，距美墨邊界约60英里（100公里），距圣安东尼奥约85英里（135公里）。尤瓦尔迪是一个拉丁裔美国人占多数的城市，几乎有一半的人为非英语人口。 罗伯小学90%的学生是西班牙裔，大约81%的学生来自经济困难的家庭。这所学校有大约600名二年级至四年级的学生。
据报道，学区在枪击发生时采取了多项安全措施，包括四名警官（一名警长、一名侦探和两名警官）在校园内巡逻以及一名负责二级校园入口和停车场的安保人员，以及其他的措施。

## 枪击
据报道，行凶者为18岁的萨尔瓦多·拉莫斯（Salvador Ramos）。拉莫斯2004年出生，是北达科他州人，就读于尤瓦尔迪高中。据同学及朋友介绍，拉莫斯是一名異装癖者並且有口吃及咬舌的毛病，经常被人欺负，也因为时常对人拳脚相加而甚少结交朋友。由于经常不来学校，拉莫斯无法如期在2022年毕业。拉莫斯曾在溫娣漢堡打过一年零工，案发前一个月辞职。据夜班经理介绍，拉莫斯不和别人交谈。案发一年前，拉莫斯在Instagram上晒出购物车里的自动步枪。根据案发三天前的Instagram贴文，5月16日18岁生日当天，拉莫斯经网络枪械零售商丹尼尔防卫在当地的枪店买了两把半自动步枪（AR-15突击步枪）。他還购买了375发子弹。
案发当天，拉莫斯因為高中無法畢業的事情與祖母產生爭執並且开枪打伤了自己的祖母。他又在脸书上給一名網上認識的15岁的德国女孩发送了三条私人信息，表示自己将在小学发动攻击。之後他身穿戰術背心，帶著一把手槍和一把AR-15突击步枪並開着他祖母的卡車出門作案。他先來到殡仪馆向两名在附近徒步的男子开枪，不過两人都没有受伤。後來兇手又開車來到小學門口並撞上了一個路障。警方此時接到一通報警電話，報警者表示有一辆汽车在学校附近被撞壞，並且他看到有人带着步枪冲进学校。
11:30（北美中部夏令时）至11时40分之间。警察在兇手進入學校4分鐘後就抵達學校門口並打算進入學校，但在兇手向警察开枪后警察决定撤至學校外。学校于11:43被封锁 ，此時學校內已傳出槍聲。兇手在學校大楼里待了40至60分钟，期间凶手闯入一间教室，并将自己和师生反锁在教室里，然后对在场的师生进行扫射。在警察封锁了学校外面之后，在學校外趕來的家长们恳求警察能进入大楼，不過警察拒絕，有學生父母主动提出希望能讓自己进入學校大楼。警方再度拒絕，並表示如果家長執意要進入學校，警方將用電擊槍制止。该校的两名学生母亲因试图进入学校而被警察暫時戴上手铐。
在兇手進入學校1個小時後，趕來增援的邊境巡邏隊戰術單位進入學校大樓並擊斃萨尔瓦多·拉莫斯，而擊斃兇手的邊境巡邏隊戰術單位成員也被兇手打傷。
据教室内幸存的10岁学生萨利纳斯回忆，在老师说他们正处于严重封锁状态前一切如常，然后窗外传来枪声。枪手进入教室后关上了门，对众人说：“你们全都要死了。”然后开枪。先枪击了老师，再对学生开枪。萨利纳斯认为枪手瞄向了他，但在他们之间有一把椅子，子弹击中了椅子，弹片击中并嵌入了萨利纳斯的大腿，然后他装死得以逃过一劫。他说不少其他学生也有装死。其间一个课桌中的手机开始鸣响，就在那位女生尝试关掉声音的时候，萨利纳斯听到了枪响。后来警方与枪手展开交火，然后挪开课桌解救学生。萨利纳斯说在警察将他带出教室时，他看见了老师和其他同学的尸体。

### 事件时序
下列时序参照执法部门及其他消息人士说法整理，其中部分环节在现场警方及调查人员之间存在争议，具体情况会随着调查进展适时调整。
| 时间    | 事件 |
| ------- | --- |
| 11:10许 | 枪手拉莫斯开枪打死祖母，之后向远在德国的15岁异性网友发信息，透露自己已经打死祖母，目前正赶往一所学院发动袭击。拉莫斯开走祖母的卡车，来到罗伯小学。 |
| 11:28   | 拉莫斯开的车陷进小学附近的一条水沟。拉莫斯持枪下车，朝两名在殡仪馆附近徒步的男子开枪，男子随后逃回殡仪馆，所幸没有受伤。 |
| 11:30   | 一名目击到拉莫斯的教师拨出第一通911报警调查，尤瓦尔迪接警后请求美国法警局增援。教师随后从西门进入学校，之后把门关上。由于只能从外面上锁，这扇门一直处在打开状态。 |
| 11:31   | 拉莫斯在学校外面开枪，子弹穿透教室的玻璃窗。 |
| 11:31   | 尤瓦尔迪学区一名警察接到报警后来到现场。警察开车与拉莫斯擦肩而过，还把一位老师误认为拉莫斯。 |
| 11:33   | 拉莫斯从西门进入学校，穿过走廊，从走廊朝连通的111和112教室开枪，之后两次进入教室，在里面开了100多枪。 |
| 11:35   | 三名尤瓦尔迪警察持两支步枪从西门进入学校，8秒后另外三名尤瓦尔迪警察与一名学区警察进入。 |
| 11:36   | 学区警察局长阿雷东多与另一位学区警察及两名尤瓦尔迪警察从南门进入学校，时间与前三位学区警察进入不到五秒钟。 |
| 11:37   | 走廊的两名警察被拉莫斯的枪火吓退。 |
| 11:40   | 阿雷东多拨通了尤瓦尔迪警察局的座机，说：“我们把他控制在房间了。他有一把AR-15，开了很多枪......我们现在不够火力......都是些手枪......我没有无线电......你们给我带个无线电，我那台......还要一把步枪......看我能不能把他引出来。”也说：“派人把大楼包围起来.......多带:AR-15。”还让特警队去学校南边。 |
| 11:41   | 一名尤瓦尔迪警察说：“我们应该把他困在办公室里了，但还是有枪声。”接线员问房间有没有上锁时，警察回复：“不太确定，但我们有破门神器。” |
| 11:42   | 一位教师不停给别人发消息，说校园里有枪手作乱。 |
| 11:43   | 学校在Facebook宣布校园因“当地有枪伤”临时关闭，“大楼内的师生安全”。 |
| 11:44   | 警方要求調拨资源，包括装备、防弹衣和谈判人员；学生开始撤离。 |
| 11:52   | 防弹盾牌经西门运入学校，第二、三和四块盾牌于12:02、12:03和12:20经西门运入。 |
| 11:58   | 德州公共安全部特警表示：“如果里面还有孩子，我们就要进去。”对此一位警察笑着说：“那是怎么样？”特警回复：“如果里面还有孩子，我们就要进去。”一名未具名的警官表示：“由现场负责人决定。”对话内容摘录自公开画面。                                                                                         |
| 12:03   | 19名警察聚集在通往教室的门廊，但是没有进去，理由是所谓现场指挥官阿雷东多将情况视作“对象被围困”，而不是“枪手在作乱”。阿雷东多事后接受CBS新闻采访，表示当时没有发觉自己是现场指挥官。据称阿雷东多当时并不认为有其他人受到威胁，而且希望在进行战术突入前召集更多装备及人员 。                         |
| 12:03   | 112教室一名女学生报警，报告自己的身份及教室号码。通话持续了123秒。 |
| 12:10   | 一批副美国法警到场增援。112教室的女学生二次报警。 |
| 12:13   | 女学生三次报警，报告教室内有多人死亡。 |
| 12:14   | 阿雷东多命令警方在东边的屋顶架设狙击手。 |
| 12:15   | 边境巡逻队战术单位持战术盾牌抵达学校。 |
| 12:16   | 女学生四次报警，报告教室有8、9名同学幸存。 |
| 12:17   | 学校在Facebook表示学校有枪手作乱，警方到场处置。 |
| 12:17   | 阿雷东多说：“叫他们等下，别进来！” |
| 12:19   | 111号教室有学生报警，但电话在同学的要求下挂断。两名学生随后遇害身亡。 |
| 12:21   | 911报警电台传出三声枪响。 |
| 12:24   | 阿雷东多用英语和西班牙语和拉莫斯谈判，12:38再次谈判 |
| 12:27   | 阿雷东多说：“大家都在问我们为什么要这么久，我们是在保护其他人的生命。”、 |
| 12:28   | 阿雷东多说：“很明显那里有扇窗，门也上锁了，这就是这个地方的特质。我得多找几把钥匙试试。” |
| 12:30   | 学校在Facebook表示成功逃脱的学生将被送往镇上高中的大礼堂。 |
| 12:35   | 破门锤从西门运入学校。 |
| 12:36   | 女学生第五次报警，说拉莫斯朝门开枪。警方要求她别挂电话，同时保持安静。 |
| 12:40   | 学校将学生与家长会合的地点从高中改为市中心的市民中心。 |
| 12:41   | 阿雷东多说：“正如你们所知道的，里面有写伤者。我们清空了大楼的其他部门，应该不会有其他东西了。” |
| 12:43   | 112教室的学生在报警电话里请求接线员马上派警察。 |
| 12:46   | 112教室的学生说听到警察在隔离房间。 |
| 12:46   | 阿雷东多说：“如果你们都准备好了，那就去吧，不过你们应该用那扇窗户散他的注意力。” |
| 12:47   | 112教室的学生再度请求接线员派警察。 |
| 12:50   | 休班的边境巡逻警察用看门人的万能钥匙打开拉莫斯上锁的房门，之后不等学区警察直接冲入教室。躲在壁橱里的拉莫斯一脚把门踹开，向警方开火，最终被击毙。 |

## 受害者
槍擊案造成包括枪手在内的22人死亡。死者包括19名學生和两名老師。其中一名已故教师被其家人确定为四年级教师。
尤瓦尔迪纪念医院首席执行官汤姆·诺德威克（Tom Nordwick）表示，已有13名儿童被送往医院，至少3名伤员已经或将要被转移。其他几名受害者被送往位于圣安东尼奥的大学医院。截至5月24日，三名受伤者在住院期间处于“严重情况”。阿博特州长说，两名警官被子弹击中，但没有受重伤。
据报道，遇害的学生为二到四年级。

## 调查
联邦调查局和美國菸酒槍炮及爆裂物管理局來到尤瓦尔迪协助当地警方调查枪击事件。7月17日，美国得克萨斯州众议院调查委员会公布了罗布小学枪击案调查报告。當局認定罗布小学枪击案发生时，有376名执法人员赶到该小学，但执法人员抵達現場後沒有遵循標準程序，立即制服「活躍槍手」，而是在槍手開火後等待後援，优先确保自己的安全，而不是考虑拯救受害者，拖延了1小時才將兇手擊斃。當局認定多重系统性失灵和严重的决策失误導致此次槍擊案死傷慘重。

## 后续
学区最初要求家长在所有学生都完成清点后才能接孩子，导致家长被通知在下午2:00左右接孩子。此外，所有学区和校园的活动都被取消。由于校车取消，其他学校的学生家长被要求自行来接孩子。枪击案发生后，南德克萨斯血液和组织中心发出紧急献血请求，并通过直升机向当地所需医院运送了15单位的血液。
CBS取消了当晚電視劇《联邦调查局》第四季结局的播出，其中的情节涉及了一个虚构的学校枪击事件。最後依舊在其他平台順利播出。
一名遇害教师的丈夫在枪击发生两天后因心脏病去世，他的家人说这与他失去妻子后的丧恸有关，属于应激性心肌病。
美国总统乔·拜登和第一夫人吉尔·拜登在5月29日前往德克萨斯州的尤瓦尔迪，与在罗伯小学发生大规模枪击事件的社区、宗教领袖和受害者家属进行会面。
6月21日，市长宣布罗伯小学永久拆除。

### 美国全国步枪协会举办年度大会事件

#### 举办地点的批评
在发生枪击事件的3天后，美国全国步枪协会（NRA）于5月27日起在休斯敦举行为期3天的年度大会和枪支展览。这是该协会自COVID-19病毒大流行之后的3年来第一次举行大会。值得一提的是，这不是NRA第一次在发生枪击事件后靠近事发地点举办相似活动，在1999年科罗拉多州哥伦拜恩校园事件大约一周后，NRA在受到广泛批评下坚持在丹佛市举办展览。丹佛市市长威灵顿韦伯当时直截了当地告诉NRA，他不希望该协会出现在当地，并提议支付NRA取消的费用。最后，NRA拒绝取消在丹佛市的大会，但将会议行程从3天缩短到了1天。
休斯顿市政府对此面对大量反持枪团体的舆论批评。休斯顿市对长西尔维斯特·特纳在面对巨大的舆论压力下解释，该市有义务主办NRA的活动，因该活动已签订了两年多的合约，取消大会将使休斯顿市面临许多法律问题，促请其它政治人物能停止针对该决定。

#### 对大会的抗议活动
美国全国步枪协会（NRA）在休斯顿的活动吸引成千上万名已厌倦枪支暴力的抗议者和人权组织成员到场。NRA在年度演讲中表示，它为枪击事件受害者进行祈祷和反思，并承诺加倍致力于确保学校安全。但它也转移批评者针对枪支所有权的指责，也否认需要对美国大规模枪击事件负责。
美国最大的两个教师工会全国教育协会和美国教师联盟的许多成员聚集在大会外举行抗议，同时这两个组织都拒绝该协会和一些共和党领导人要求武装教师的呼吁。一直对枪支管制改革直言不讳的德克萨斯州民主党候选人贝托·奥罗克也参与抗议活动。美国全国有色人种协进会批评NRA在枪击事件后依然支持持枪权是「杀人犯」。NRA则回应批评者应该将重点放在精神疾病或学校安全等因素上。

#### 大会出席者的意见分歧
一些原计划出席全国步枪协会（NRA）的政治人物也宣布取消出席。德克萨斯州州长格雷格·阿博特和该州两名共和党议员约翰·科宁和丹·克伦肖宣布不会出席NRA的年度大会。但德克萨斯州州长格雷格·阿博特在预先录制了一段视频中，对枪支改革的呼吁表示质疑。德克萨斯州副州长丹·帕特里克（Dan Patrick）虽然也有出席大会，但他在与NRA官员进行讨论和深思考虑后，表示为了家人着想决定不在会上发言。
但也有一些政治人物表示会出席，并强烈支持拥枪权利。比如南达科他州州长兼共和党成员克丽丝蒂·诺姆和前总统特郎普，两者也是大会的主要演讲人。特郎普在大会演讲上呼吁应该让教师在学校内持枪，表示「从坏人手上保护孩子的方法就是让好人持枪」，并指责民主党人试图利用这场悲剧妖魔化枪支拥有者，也呼吁拜登领导的联邦政府彻底改革学校安全和对心理健康的问题。尽管大会允许出席者可以持带枪支，但由于美国特勤局的安全协议，特朗普在大会期间时不允许使用枪支。诺姆与特朗普持相同观点，表示拒绝一切限制拥有枪支的权利。德克萨斯州共和党参议员泰德·克鲁兹也对枪支权利倡导者的政治理念表示赞同，他在大会上将大规模枪击事件归咎于一种「文化病」，包括电子游戏和社交媒体等因素。
同时一些原定为NRA进行演出音乐剧的表演者也宣布退出，包括唐·麥克林、拉里·加特林、拉里·斯图尔特、T·格雷厄姆·布朗和李·格林伍德，他们同声表示NRA在此敏感时刻举行年度大会是「不尊重枪击事件的遇难者和家属」。也有一些枪支制造商宣布退出。

## 反应

### 停職
2022年6月下旬，尤瓦尔迪学区警察局长佩德罗·皮特·阿雷东多（Pedro "Pete" Arredondo）被停职调查。7月17日，尤瓦尔迪警察局代理局长马里亚诺·帕尔加斯（Mariano Pargas）被暂时停职。

### 政界
- 正在结束亚洲之行返回美国的美国总统乔·拜登宣布，他已听取了枪击事件的简报，他将在回国后的当天晚些时候发表公开讲话[95][96]。拜登随后在白宫罗斯福厅举行全国线上演讲，为德克萨斯州小学大屠杀中消失的生命表示哀悼，同时愤怒地呼吁抵制枪支游说团体和制造商。拜登在演讲上表示哀悼时称：「我曾希望，当我成为总统后，我不必再做一次这件事。另一场大屠杀」。他向全国人民发出质问：「作为一个国家，我们必须问，看在上帝的份上，我们什么时候才能站起来反对枪支游说团？以上帝的名义，我们什么时候会做我们直觉知道需要做的事情？」并认为，如果让一名18岁的人可以随便走进枪支商店并购买突击武器，那是大错特错的。拜登表示，自2012年担任副总统期间领导一个小组处理康涅狄格州纽敦桑迪胡克小学枪击案以来，对枪支改革措施的停滞不前与多次枪击事件感到「厌倦」：「可爱、天真的2、3、4年级学生，我真的厌倦了这样的事，我们必须采取行动。别告诉我说，我们无法对这样的大屠杀做些什么」，呼吁全国民众是时候行动起来，抵制枪支游说团体和枪支制造商[97][98]。枪击事件发生后，拜登下令联盟政府从5月24日降半旗直到5月28日。[99]拜登在空军一号上与格雷格·阿博特进行了交谈，表示提供后者需要的任何帮助[100]。
- 美国副总统賀錦麗在5月24日的一次活动中谴责了枪击事件，并呼吁改变政策以确保此类事件不再发生。[101]
- 几位美国参议员与众议员表示哀悼。
  - 参议员米奇·麥康諾在推特上表示，枪击事件让他“感到震惊和心碎”，[102]
  - 参议员蘇珊·柯琳絲認為枪击事件“令人难以置信的悲痛和可怕”。[103]
  - 参议员泰德·克鲁兹向受枪击事件影响的家庭和儿童祈祷，称“这个国家已经看到太多这样的枪击事件”。但在其发言后，克鲁兹卻招致批評。许多人在社交媒体上指责他虚伪，因为他曾接受過拥枪支持者的钱以及计划在美国全国步枪协会年度会议上发表讲话。[104]枪支管制活动家
- 美国前总统比尔·克林顿[105]、贝拉克·奥巴马[106]、加拿大总理賈斯汀·杜魯多[107]、英国首相鲍里斯·约翰逊[108]、乌克兰总统弗拉基米尔·泽连斯基[109]、法国总统埃马纽埃尔·马克龙[110]、以色列总理纳夫塔利·贝内特[111][112]、及教宗方济各[113]等国家元首也对枪击案进行了谴责。联合国秘书长古特雷斯对枪击事件表示了哀悼。[114]
- 美国前总统唐纳·川普在5月27日于休斯顿举行的美国来复枪协会的活动中，表示目前已经到了全美亟需加强学校安全的时刻。他提议在学校加装内部可上锁的房门、金属探测器，增加驻校值勤的警察或保安，并用枪武装校内教师以避免学校成为「无枪区域」[115][116]。
- 6月23日，美国参议院通过《两党更安全社区法》，是数十年来首个重大的枪支政策改革法[117]。

### 民间
- 5月27日，美国两大教师工会的成员来到休斯顿反对美国来复枪协会举办活动，并呼吁管控枪支[116]。
- 2018年佛罗里达校园枪击案受害者的父亲曼努埃尔·奥利弗（Manuel Oliver）发表声明，表达了他对枪击事件的愤怒，并表示受害者的家人不在乎政治人物的想法和祈祷，他们在乎的是已經永遠離開了他們的孩子。[118]部分美国众议员与参议员向其它议员呼吁必须采取行动，要求尽快通过旨在促进善解人意的学校文化以杜绝欺凌行为的《拯救学生法案》(HB 2873)和扩大对寻求购买或转让枪支的个人背景调查的H.R. 8法案[119]。
- 十年前桑迪胡克小学枪击案遇难学生家长也公开呼吁管控枪支。[120]
- 在案发数小时后举行的NBA季后赛西部决赛第四场赛前的新闻发布会上，金州勇士主教练史蒂夫·科尔对最近接连发生的水牛城枪击案、南加州教會槍擊案及本案感到沮丧，批评立法机构人士控枪不力。科尔大声质问：“我们什么时候才能做些什么？”。[121]他直言50名参议员拒绝推动《两派背景调查法案（英语：Bipartisan Background Checks Act）》立法，强调绝大多数美国人支持对购枪者进行背景审查。[122][123]